# Бертольд IV (герцог Церинген)
Бертольд IV Церингенский (нем. Berthold IV. von Zähringen; около 1125 — 8 декабря 1186) — герцог Церингенский с 1152 года, сын Конрада Церингенского и Клеменции Намюрской. Он основал многочисленные города, в том числе Фрибур (ныне в Швейцарии).

## Биография
После смерти в 1152 году отца, воевавшего на стороне Вельфов и короля Лотаря II, Бертольд унаследовал не только родовые земли Церингенов в Брейсгау, но и Бургундию, которую его отец получил от Лотаря II в 1127 году. Но сам Бертольд IV примирился со Штауфенами и получил в 1152 году имперский бургундский лен уже от Фридриха Барбароссы. Однако в 1156 году император Фридрих вступает в брак с графиней Бургундии Беатрис I и Бургундия ускользает от Бертольда IV. Взамен в 1156 году он получил фогтства в Женеве, Лозанне и Сьоне и ничего не значащий титул «ректора» Бургундии.
До 1164 года Бертольд IV выступает на стороне императора. Он активно поддерживает Фридриха Барбароссу в его борьбе с Вельфами и принимает участие в итальянских походах Фридриха Барбароссы в 1154 и 1158 годах. Однако конкуренция с соседним герцогом Швабии Фридрихом фон Ротенбургом побудила Бертольда IV в 1164 году выступить на стороне Вельфов в Тюбингенском споре. Но и этот конфликт уже в 1166 году заканчивается примирением с императором, после чего Бертольд IV консолидировал владения Церингенов и в 1173 году приобрёл фогтство в Цюрихе.
В 1183 году Бертольд IV женился на Иде Лотарингской и посредством этого брака присоединил к своим владениям графство Булонь, которое, впрочем, после его смерти в 1186 году было утеряно для дома Церингенов.

## Брак и семья
Первым браком Бертольд IV был женат на графине Гедвиге фон Фробург (ум. до 1183) года. В этом браке были рождены:
- Бертольд Богатый (ок. 1160-18 февраля 1218), герцог Церингенский.
- Агнесса (ок. 1160—1239), замужем за графом Эгоном IV фон Урахом (ум. в 1230).
- Анна, замужем за графом Ульрихом III фон Кибургом (ум. в 1227).

Вторично Бертольд IV женился в 1183 году на Иде Булонской, дочери Матье Эльзасского, графа Булони, и Марии де Блуа. От этого брака у Бертольда IV детей не было.